# Andries Martinus van de Laar Krafft
Ds. Andries Martinus van de Laar Krafft (Willemstad (Curaçao), 2 juni 1891 – Rotterdam, 5 november 1964) was een jeugdpredikant te Rotterdam en predikant te Heenvliet.

## Familie
Krafft was een zoon van Theodoor Ferdinand Wilhelm Krafft (1856-1903) en Rudolphine Henriette Wilhelmine Josine van de Laar (1859-1901). Hij was al jong wees en werd vervolgens opgevoed door een neef van zijn moeder, Adolf Robbert van de Laar (1871-1959). Hij trouwde in 1924 met Wilhelmina Constantia Nepveu (1897), en na echtscheiding in 1928 met Louisa Maria Anna Wijnaendts van Resandt (1904-1951), lid van de familie Wijnaendts en nichtje van het schrijversechtpaar Louis Couperus en Elisabeth Couperus-Baud. Uit beide huwelijken werden geen kinderen geboren.

## Loopbaan
Hij studeerde theologie te Utrecht. Na die studie vestigde hij zich te Driebergen. Daar kwam hij in aanraking met de zogenaamde Westhill-methode van zondagsschoolonderwijs, gebaseerd op de ideeën van Maria Montessori. Daarop stichtte hij daar in 1917 de eerste jeugdkerk en in 1918 werd hij secretaris van de Westhill-vereniging. 
Op 9 december 1918 hield hij de eerste jeugdkerkdienst te Rotterdam, waar hij speciaal als jeugdpredikant was aangesteld. In die laatste plaats ging hij vooral werken voor kinderen van buitenkerkelijke gezinnen. Jeugddiensten werden daarna gehouden door de zogenaamde Vrije Jeugd Kerk (VJK). Jeugddiensten hield Krafft vervolgens ook in Delft, waar hij benoemd was als godsdienstleraar bij de Delftsche Schoolvereeniging, en in Wassenaar. Ook was hij vanaf 1923 betrokken bij de VJK-kampen van het Zomerwerk. In 1933 nam hij een beroep aan als Nederlands Hervormd predikant naar Heenvliet; hij ging daar op 1 januari 1947 met emeritaat. Daar ook was hij tijdens de oorlogsjaren, samen met zijn tweede vrouw, actief in het verzet. Hij overleed op 73-jarige leeftijd in Rotterdam, nadat hij in 1951 weduwnaar was geworden.